# Yuki Ishii
Yuki Ishii (石井 優希, Ishii Yuki) est une joueuse de volley-ball japonaise née le 8 mai 1991 à Kurashiki. Elle mesure 1,79 m et joue au poste de réceptionneuse-attaquante. Elle totalise 137 sélections en équipe du Japon.

## Clubs
| Club                 | De        | À         |
| -------------------- | --------- | --------- |
| Shujitsu High School | 2007-2008 | 2009-2010 |
| Hisamitsu Springs    | 2010-2011 | …         |

## Palmarès

### Équipe nationale
- Championnat d'Asie et d'Océanie
  - Finaliste : 2013.
- Grand Prix Mondial
  - Finaliste : 2014.

### Clubs
- V Première Ligue
  - Vainqueur : 2013, 2014, 2016, 2018, 2019.
  - Finaliste : 2012, 2015, 2017.
- Coupe de l'impératrice
  - Vainqueur : 2012, 2013, 2014, 2015, 2016.
- Tournoi de Kurowashiki
  - Vainqueur : 2013.
- Championnat AVC des clubs
  - Vainqueur : 2014.
  - Finaliste : 2015.

### Distinctions individuelles
- Championnat féminin AVC des clubs 2014 : Meilleure réceptionneuses-attaquantes.